# Abronia ochoterenai
Abronia ochoterenai là một loài thằn lằn trong họ Anguidae. Loài này được Martin Del Campo mô tả khoa học đầu tiên năm 1939.